# Tremanswhist
Tremanswhist är ett kortspel och är som framgår av namnet en form av whist anpassad för tre deltagare.
Korten delas ut till fyra händer med 13 kort i varje. Den fjärde handens översta kort vänds upp och bestämmer spelform enligt följande: en valör från 2 upp till 6 (eller eventuellt 7) betyder pass, från 7 (eller 8) till 10 betyder spel utan trumf och högre än 10 betyder spel med trumf. Om pass ska spelas, gäller det att ta så få stick som möjligt. I de båda andra spelformerna gäller det i stället att ta så många stick som möjligt. Vid spel med trumf gäller det uppvända kortets färg som trumffärg.
Efter given ges spelarna, i tur och ordning, möjligheten att kasta sina kort och i stället spela med korten i den fjärde handen, vilket kostar 1 minuspoäng. För hemspelade stick i spel med och utan trumf erhålls 1 pluspoäng för varje stick över fyra och 1 minuspoäng för varje stick under fyra; vid pass blir poängräkningen den omvända. Den spelare som först når 10 pluspoäng vinner partiet.

## Äldre variant
Korten som hör till den fjärde handen, benämnd träkarlen, läggs upp synligt på bordet. Given spelar i par med träkarlen mot de övriga två. Poängräkning sker på samma sätt som i klassisk engelsk whist.